# David Duvall Orr

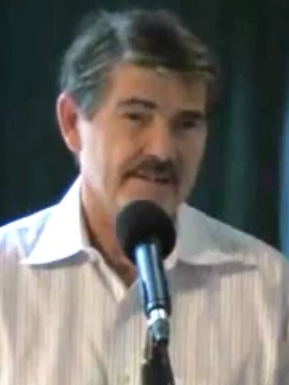
David Orr (2012)

David Duvall Orr (* 4. Oktober 1944) ist ein US-amerikanischer Politiker und ehemaliger Bürgermeister von Chicago.
Nach dem plötzlichen Tod von Harold Washington hatte er vom 25. November bis zum 2. Dezember 1987 das Amt des Bürgermeisters inne, bis der Stadtrat von Chicago Eugene Sawyer zum neuen Bürgermeister bestimmt hatte.
David Duval Orr ist Mitglied der Demokratischen Partei.